# بين باربا
بين باربا (بالإنجليزية: Ben Barba)‏ هو لاعب دوري الرغبي أسترالي، ولد في 13 يونيو 1989 في داروين في أستراليا.

## روابط خارجية
- بين باربا على موقع ItsRugby.co.uk (الإنجليزية)